# Tau Virginis
Tau Virginis (τ Vir / 93 Virginis) es una estrella de magnitud aparente +4,24 en la constelación de Virgo.
No tiene nombre propio habitual pero en la astronomía china era conocida, junto a σ Virginis, como Tien Teen, «los Campos Celestiales».
Se encuentra a 225 años luz del sistema solar.

## Características
Tau Virginis es una estrella blanca de la secuencia principal de tipo espectral A3V.
Su temperatura superficial es de 8225 K y su luminosidad es 73 veces mayor que la del Sol.
Tiene un radio 4,2 veces más grande que el radio solar y gira sobre sí misma con una velocidad de rotación proyectada de 168 km/s, siendo su período de rotación inferior a 1,3 días.
Los modelos teóricos permiten concluir que tiene una masa entre 2,5 y 2,6 masas solares.
Su elevada luminosidad —cuatro veces superior a la de la estrella A3V Heze (ζ Virginis)— se debe a que está a punto de finalizar la fusión de su hidrógeno interno, pudiendo ser considerada una subgigante.
Tiene una edad estimada de 310 millones de años.
El contenido metálico de Tau Virginis es inferior al solar; diversas fuentes sitúan su índice de metalicidad [Fe/H] entre -0,12 y -0,27.
El comportamiento de otros elementos evaluados es dispar.
Níquel y estroncio son deficitarios en relación con el Sol —la abundancia de este último es sólo un 5% de la solar—, mientras que escandio y sodio son sobreabundantes.

## Compañera estelar
Tau Virginis tiene una tenue compañera estelar cuyo brillo es 7,7 magnitudes inferior al de la estrella primaria.
Su separación visual respecto a ella es de 14,4 segundos de arco, lo que equivale a una distancia real entre ambas igual o mayor de 990 UA.